# Ninive (guvernorát)
Guvernorát Ninive je druhý nejlidnatější z 19 guvernorátů v Iráku. Jeho hlavním městem je Mosul, dále se v něm nacházelo město Ninive. Má rozlohu 37 323 km² a v roce 2009 v něm žilo 3 237 900 obyvatel. Sousedí s guvernoráty Dahúk, Arbíl, Saladdín a Anbár.